# Daniel Ableev
Daniel Ableev (* 6. Oktober 1981 in Nowosibirsk, UdSSR) ist ein russisch-deutscher Schriftsteller und Künstler.

## Leben und Werk
Der gebürtige Sibirer Daniel Ableev lebt seit 1992 in Deutschland. In Bonn studierte er Komparatistik, Anglistik, Amerikanistik und Jura. Er ist Autor und Komponist sowie freier Mitarbeiter des Musik-Magazins Legacy, wobei er sich selbst als „freier Seltsamkeitsforscher und Selectroniker“ versteht.
Seit 2012 hat er mehrere Bühnenmusiken für das Theater Freuynde + Gaesdte komponiert. Die Kompositionen basieren zum Teil auf Soundclips und O-Tönen, die während der dokumentarischen Recherchen mit dem Ensemble u. a. auf St. Kilda und am Ätna aufgenommen wurden.
Seit 2013 ist er Mitherausgeber von Die Novelle – Zeitschrift für Experimentelles.
2013 erhielt er beim 15. Irseer Pegasus den Sonderpreis der Jury für „Über die Selectronik“.
Daniel Ableev lebt in Bonn.

## Auszeichnungen
- 2011: 2. Preis des niederländisch-deutschen Kinder- und Jugenddramatikerpreises Kaas und Kappes
- 2013: Jurypreis des Verbands deutscher Schriftsteller (VS) beim 15. Irseer Pegasus für „Über die Selectronik“.

## Publikationen
- Wahnsinniggi. Ein wahnsinniger Krimi. Autumnus Verlag, Berlin 2011. ISBN 978-3-938531-45-7
- Alu. Autumnus Verlag, Berlin 2012. ISBN 978-3-938531-14-3.
- Malbuch ist ruhig (gemeinsam mit Sarah Kassem). Autumnus Verlag, Berlin 2016. ISBN 978-3-96448-010-1.

- Malbuch ist ruhig. Deluxe Edition (gemeinsam mit Sarah Kassem). Autumnus Verlag, Berlin 2018. ISBN 978-3-96448-010-1.
- Mehlhäufchen (Band BP 20). brueterich press, Berlin 2021 (ohne ISBN).